# Cornelis van Tienhoven
Cornelis van Tienhoven was als secretaris van Peter Stuyvesant een van de belangrijkste personen in Nieuw-Nederland en Nieuw-Amsterdam. Tijdens de missie van Adriaen van der Donck, die namens de inwoners van Nieuw-Amsterdam zelfbestuur bij de Staten-Generaal bepleitte, vertegenwoordigde hij Peter Stuyvesant. Met de komst van het stadsbestuur in Nieuw-Amsterdam werd hij de eerste schout van de stad.